# Вулиця Героїв Крут (Тернопіль)
Вулиця Героїв Крут — вулиця в житловому масиві «Східний» міста Тернополя. До 23 грудня 2010 року називалась вулицею Генерала Черняховського.

## Відомості
Розпочинається від вулиці Олександра Довженка, пролягає на схід та закінчується неподалік вулиці Клима Савури. На вулиці розташовані багатоповерхівки.

## Комерція
- Супермаркет «Рукавичка» (Героїв Крут, 3)
- Аптека «Подорожник» (Героїв Крут, 3)